# Subaru
Subaru je japonski proizvajalec avtomobilov. Podjetje je podružnica od industrijskega konglomerata Fuji Heavy Industries (FHI). Leta 2012 je bil Subari 22. največji proizvajalec avtomobilov na svetu."Subaru" je japonsko ime za skupek zvezd Plejade (gostosevci), ena od zvezd naj bi bil nevidna, zato je v logotipu samo 6 zvezd.
Subaru je znan po uporabi protibatnih motorjev in "SAWD"  - simetričnega prenosa pogona na vsa kolesa. 

## Avtomobili v preteklosti
- Subaru 360
- Subaru 1500
- Subaru 1000
- Subaru R-2 (1969–1972)
- Subaru Alcyone
- Subaru Alcyone SVX
- Subaru Baja
- Subaru BRAT
- Subaru G
- Subaru FF-1 Star
- Subaru Justy
- Subaru Leone
- Subaru Sumo
- Subaru Rex
- Subaru Traviq
- Subaru Vivio
- Subaru Libero

## Trenutni avtomobili
- Subaru BRZ
- Subaru Levorg
- Subaru Exiga
- Subaru Forester
- Subaru Impreza
  - Subaru Impreza WRX in Impreza WRX STI
  - Outback Sport / Gravel Express / RV
  - Subaru Tribeca SUV
  - Subaru Crosstrek XV/Impreza XV[2]
- Subaru Legacy
  - Outback / Grand Wagon / Lancaster
- Subaru WRX STI
- Dex

Modeli v Aziji in Evropi z vrstnim motorjem:
- Pleo
- R1
- R2
- Sambar
- Stella

## Konceptni avtomobil
- Subaru SRD-1 (1990)
- 1996 Subaru Exiga
- Subaru B9 Scrambler
- Subaru B11s
- Subaru B5 TPH (Turbo Parallel Hybrid) (Japanese: Subaru B5-TPH)
- Subaru VIZIV